# 6084 Bascom
För andra betydelser, se Bascom.
6084 Bascom eller 1985 CT är en asteroid i huvudbältet som upptäcktes den 12 februari 1985 av det amerikanska astronom paret Eugene M. och Carolyn S. Shoemaker vid Palomar-observatoriet. Den är uppkallad efter den amerikanska geologen Florence Bascom.
Asteroiden har en diameter på ungefär 6 kilometer.